# San Mateo (Costa Rica)
San Mateo è un distretto della Costa Rica, capoluogo del cantone omonimo, nella provincia di Alajuela.